# Hel Braun
Helene (Hel) Braun (Frankfurt am Main, 3 de junho de 1914 — Bovenden, 15 de maio de 1986) foi uma matemática alemã.
Seus principais tópicos de interesse em matemática foram teoria dos números e forma modular.

## Vida
Braun estudou matemática e ciências atuariais na Universidade de Marburg, de 1933 a 1937 e obteve o doutorado em 1937 na Universidade de Frankfurt, orientada por Carl Ludwig Siegel, com a tese Über die Zerlegung quadratischer Formen in Quadrate. Em seguida foi Wissenschaftliche Assistentin de Siegel e habilitou-se em 1940 com o trabalho Zur Theorie hermitescher Formen. Em 1941 Braun foi docente na Universidade de Göttingen, onde em 1947 tornou-se professora. Em 1947-1948 esteve no Instituto de Estudos Avançados de Princeton com Siegel. Desde 1951, quando Siegel retornou para Göttingen, Braun deu aulas como professora visitante na Universidade de Hamburgo, onde trabalhou dentre outros com Emil Artin, onde em 1952 tornou-se professora. Desde 1964 foi consultora científica e em 1968 sucedeu Helmut Hasse em sua cátedra. Após tornar-se professora emérita em 1981 morou em Hamburgo e Göttingen. Max Koecher foi um de seus alunos, com quem publicou trabalhos sobre álgebra de Jordan.
Em seu livro autobiográfico Der Beginn einer wissenschaftlichen Laufbahn (weiblich), Hel Braun descreve a situação das mulheres na ciência dominada por homens durante o Terceiro Reich.

## Publicações
Uma lista das publicações de Hel Braun foi publicada por Helmut Strade nos Mitteilungen der Mathematischen Gesellschaft in Hamburg, volume XI, caderno 4, 1987. 
- Hel Braun, Max Koecher: Jordan-Algebren.  Springer, Berlin, Heidelberg 1966, ISBN 3-540-03522-2.
- Hel Braun: Eine Frau und die Mathematik 1933–1940. Der Beginn einer wissenschaftlichen Laufbahn. Editado por Max Koecher. Springer, Berlim, Heidelberg 1989, ISBN 3-540-52166-6.